# Lagoa do Landroal

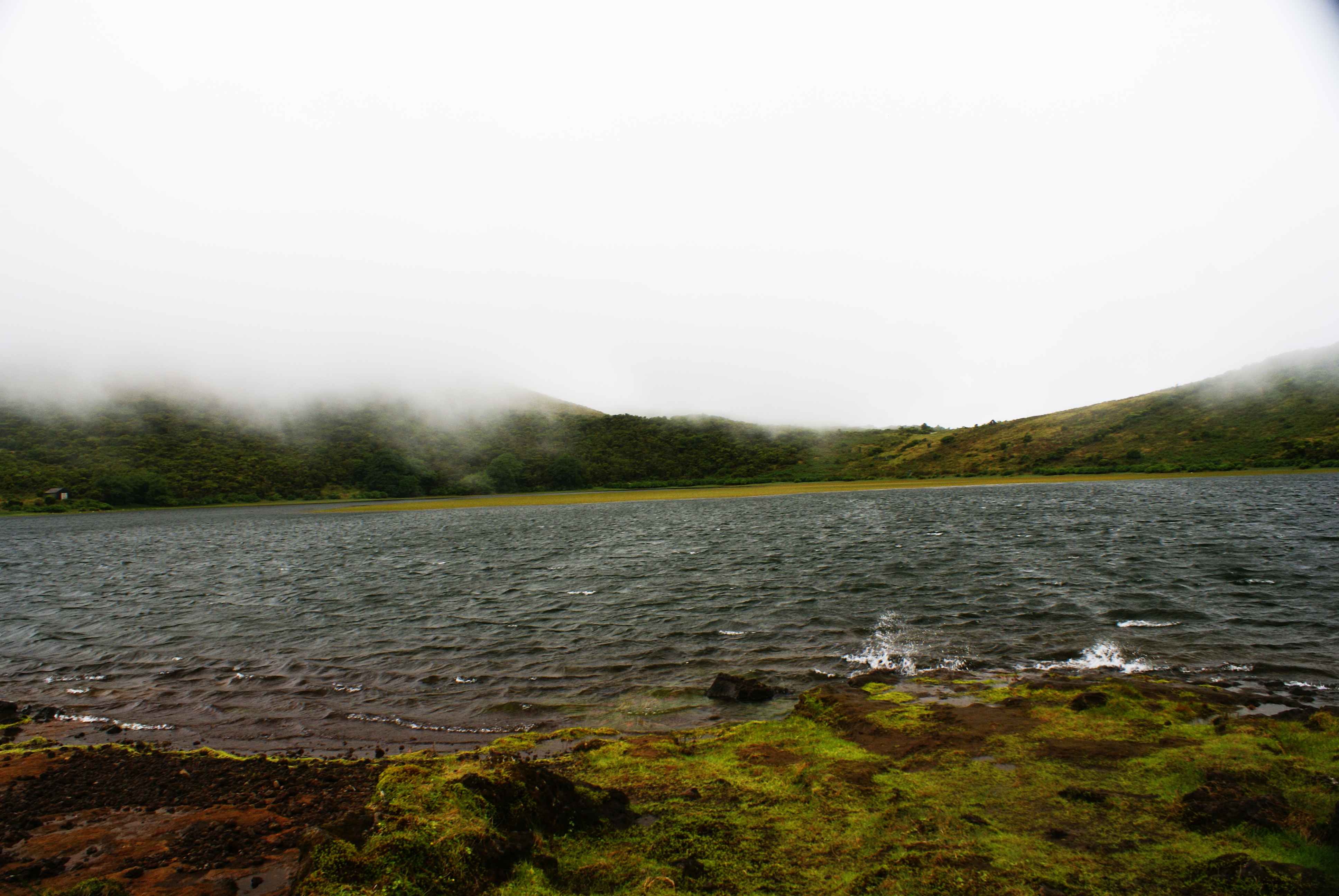
Lagoa do Landroal, vista parcial.

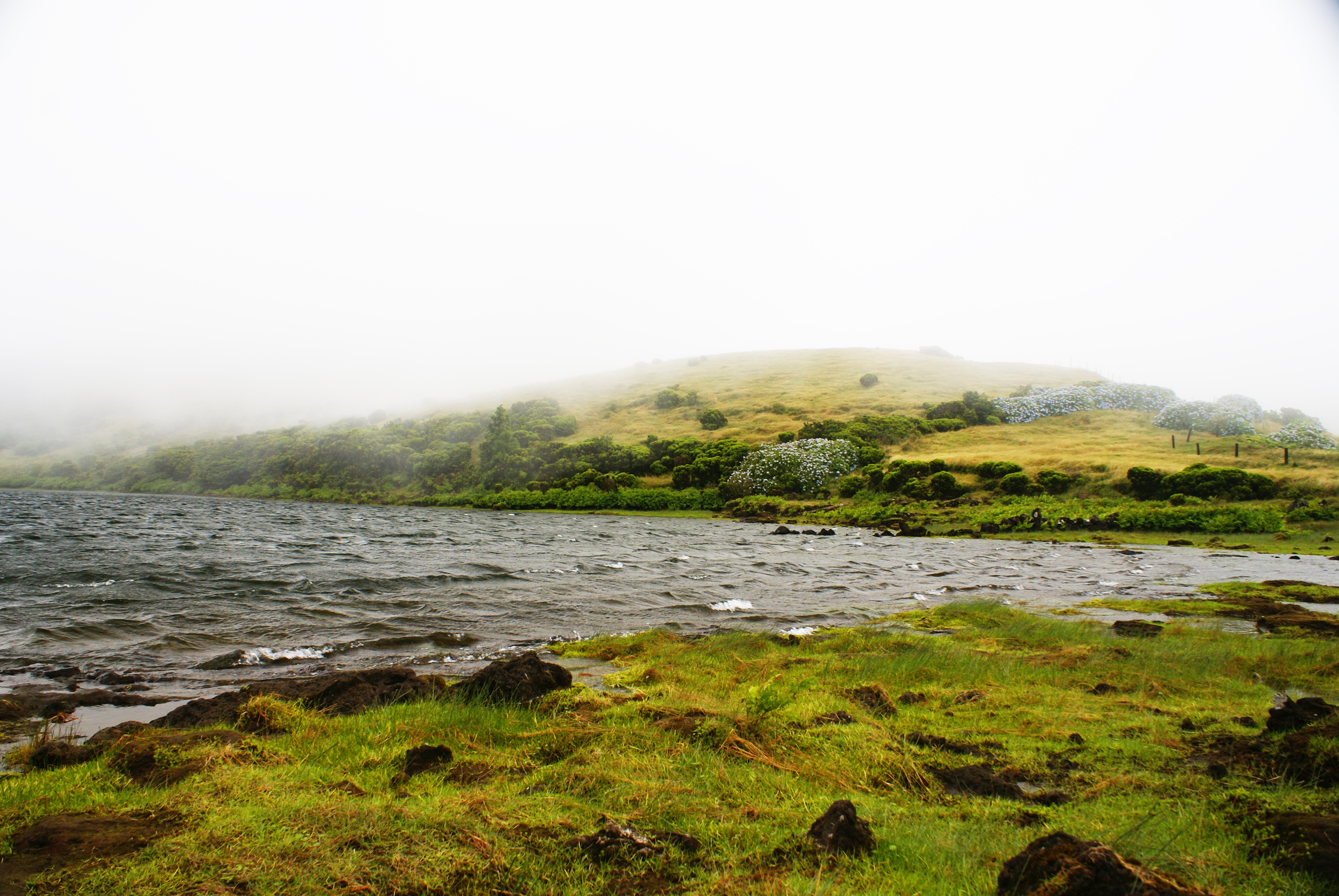
Lagoa do Landroal, as brumas descem a serra.

A Lagoa do Landroal é uma lagoa portuguesa, localizada na ilha açoriana do Pico, arquipélago dos Açores, no município das Lajes do Pico.
Esta lagoa encontra-se próxima da Lagoa do Caiado, do Cabeço da Rocha e do Pico do Landroal.